# 토드 래샌스
토드 러산스(Todd Lasance, 영어 발음: /ləˈsɑːns/, 1985년 2월 18일 ~ )는 오스트레일리아의 배우이다.

## 출연 작품
- 더 디보스 파티 (2017)
- 터미너스: 인류멸망의 시작 (2015)
- 스파르타쿠스 : 최후의 전쟁 (2013)